# Antiche unità di misura della provincia di Venezia

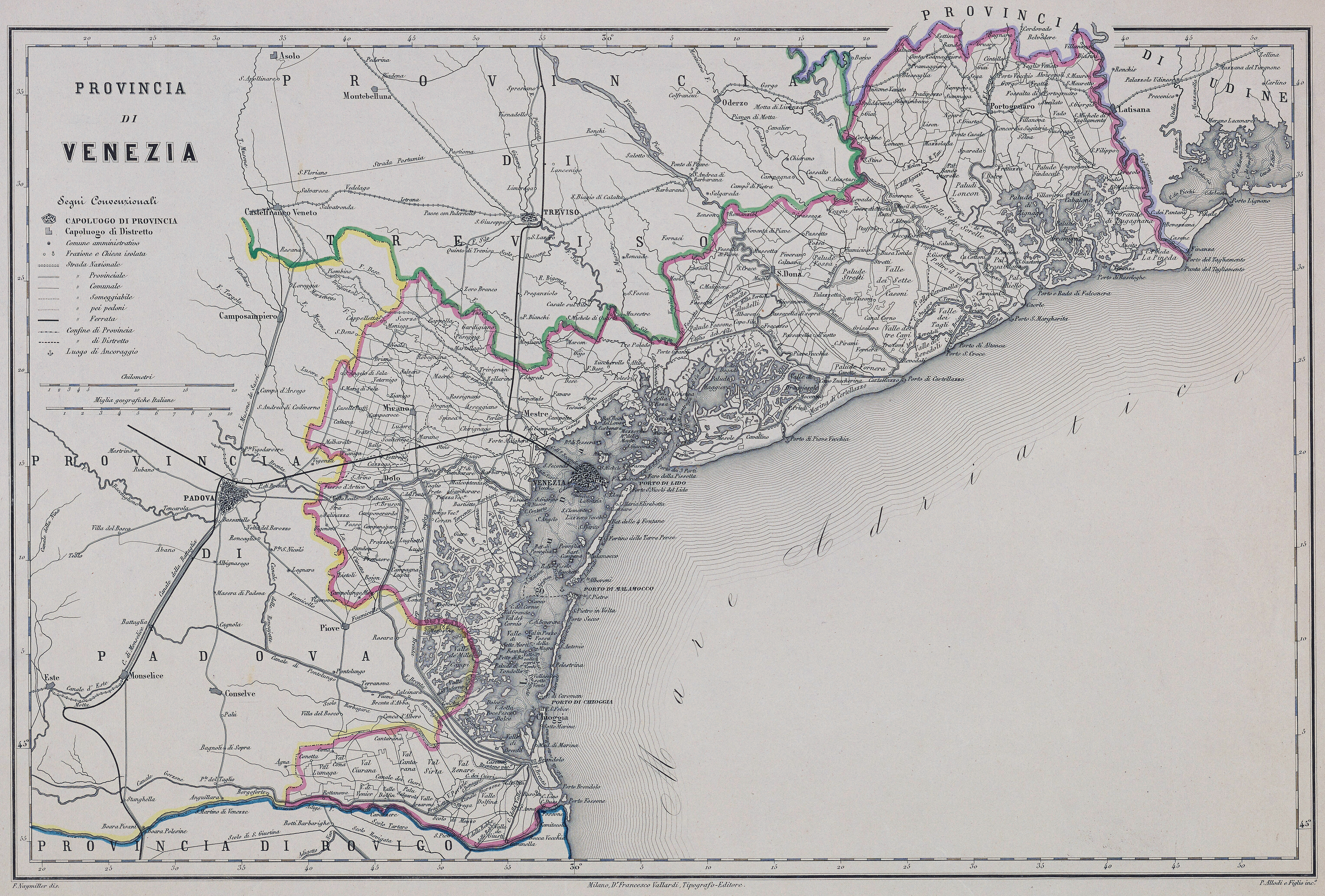
Provincia di Venezia, 1860 circa

Sono qui riportate le conversioni tra le antiche unità di misura in uso nella provincia di Venezia e il sistema metrico decimale, così come stabilite ufficialmente nel 1877.
Nonostante l'apparente precisione nelle tavole, in molti casi è necessario considerare che i campioni utilizzati (anche per le tavole di epoca napoleonica) erano di fattura approssimativa o discordanti tra loro.

## Misure di lunghezza
| Comuni                                                                | Denominazione                | Valore   | Unità |
| --------------------------------------------------------------------- | ---------------------------- | -------- | ----- |
| Distretti di Venezia e Chioggia, comune di Mira                       | Braccio da lana              | 0,683396 | m     |
| Distretti di Venezia e Chioggia, comune di Mira                       | Braccio da seta              | 0,638721 | m     |
| Distretti di Venezia e Chioggia, comune di Mira                       | Piede da fabbrica e da terra | 0,347735 | m     |
| Distretti di Chioggia e Dolo, meno il comune di Mira                  | Braccio da lana              | 0,680981 | m     |
| Distretti di Chioggia e Dolo, meno il comune di Mira                  | Braccio da seta              | 0,637514 | m     |
| Distretti di Chioggia e Dolo, meno il comune di Mira                  | Piede da fabbrica            | 0,357394 | m     |
| Distretto di Mestre                                                   | Braccio da panno             | 0,673091 | m     |
| Distretto di Mestre                                                   | Braccio da tela              | 0,636252 | m     |
| Distretto di Mestre                                                   | Piede da fabbrica            | 0,347735 | m     |
| Distretto di Mestre                                                   | Piede agrimensorio           | 0,408105 | m     |
| Distretto di Mestre                                                   | Braccio da lana              | 0,676189 | m     |
| Distretto di Mestre                                                   | Braccio da seta              | 0,634014 | m     |
| Distretto di Portogruaro                                              | Braccio da panno             | 0,680981 | m     |
| Distretto di Portogruaro                                              | Braccio da seta              | 0,636252 | m     |
| Distretto di Portogruaro                                              | Piede da fabbrica e da terra | 0,340490 | m     |
| Distretto di Portogruaro                                              | Piede da fabbrica            | 0,347735 | m     |
| Distretto di Mirano e San Donà                                        | Braccio da lana              | 0,676189 | m     |
| Distretto di Mirano e San Donà                                        | Braccio da seta              | 0,634014 | m     |
| Distretto di Mirano e San Donà                                        | Piede da fabbrica            | 0,347735 | m     |
| Comuni di Mirano, Pianiga, Santa Maria di Sala, Distretto di San Donà | Piede agrimensorio           | 0,357394 | m     |
| Comuni di Salzano, Noale, Scorzè e distretto di San Donà              | Piede agrimensorio           | 0,408105 | m     |
| Distretto di Dolo                                                     | Piede                        | 0,347735 | m     |

Le braccia mercantili si dividono in 4 quarte, ed anche in 12 once. La quarta si divide in 4 ottavi.
I piedi da fabbrica e da terra si dividono in 12 once, l'oncia in 12 Linee.
A Venezia 5 piedi fanno un passo, e piedi 4 1/2 fanno la pertica piccola; 6 piedi fanno la pertica grande.
In ogni luogo 5 piedi fanno un passo.
A Portogruaro la pertica è di piedi 5 11/12.
1000 Passi fanno il miglio veneto.
A Chioggia si usava anche una pertica piccola di soli piedi 4.
La pertica ordinaria è di 6 piedi.

## Misure di superficie
| Comuni                                                                      | Denominazione              | Valore    | Unità |
| --------------------------------------------------------------------------- | -------------------------- | --------- | ----- |
| Distretti di Venezia e Chioggia                                             | Migliaio di passi quadrati | 3022,9881 | m²    |
| Distretti di Venezia e Chioggia                                             | Migliaio di Ghebbi         | 2448,6203 | m²    |
| Distretti di San Donà, Mestre, Mirano                                       | Campo                      | 5204,6900 | m²    |
| Distretti di Chioggia, Dolo, comuni di Mirano, Pianiga, Santa Maria di Sala | Campo                      | 3862,5726 | m²    |
| Distretto di Portogruaro                                                    | Campo                      | 3409,1268 | m²    |

Il migliaio di Venezia è di 1000 passi quadrati, ed il migliaio a ghebbi di 1000 ghebbi, ossia pertiche piccole quadrate.
Il campo di Mestre si divide in 1250 tavole, e si divide anche in 4 quarti.
Il campo di Dolo e quello di Portogruaro si dividono in 810 tavole.
A Venezia, Murano e Malamocco si usa pure il campo padovano.
A Burano e Treporti si usa pure il campo trevigiano.
Anche a Venezia 840 tavole o passi quadrati fanno un campo.
A Portogruaro si usava pure il campo di Treviso, e la zuoia piccola di Udine di are 35,058.

## Misure di volume
| Comuni                                   | Denominazione | Valore | Unità |
| ---------------------------------------- | ------------- | ------ | ----- |
| Tutti i comuni                           | Piede cubo    | 42,048 | L     |
| Distretti di Chioggia, Dolo, San Donà    | Piede cubo    | 45,650 | L     |
| Distretti di Mirano, Portogruaro, Mestre | Piede cubo    | 67,373 | L     |

Il piede cubo è di 1728 once cube. 125 piedi cubi fanno il passo cubo.

## Misure di capacità per gli aridi
| Comuni                                                                                                   | Denominazione | Valore   | Unità |
| --- | ------------- | -------- | ----- |
| Distretti di Venezia, Dolo, Chioggia, Portogruaro e comuni di Mira, Mirano, Pianiga, Santa Maria di Sala | Staio         | 83,3172  | L     |
| Distretti di Mestre, Mirano, San Donà                                                                    | Sacco         | 86,8120  | L     |
| Distretti di Dolo (meno il comune di Mira) e Chioggia                                                    | Moggio        | 347,8016 | L     |

Lo staio di Venezia si divide in 4 quarte, la quarta in 4 quarteroli.
Quattro staia fanno un moggio che si divide in 8 mezzeni, il mezzeno in 8 quarteroli.
Il sacco o staio di Mestre si divide in 4 quarte, la quarta in 4 quartieri.
Il moggio di Dolo si divide in 12 staia, lo staio in 4 quartieri. Si divide anche in 4 sacchi.
A Mirano lo staio veneto si divide anche in 12 quartieri.
A Cavarzere si usa anche il sacco di Adria.

## Misure di capacità per i liquidi
| Comuni                                                                                     | Denominazione | Valore  | Unità |
| ------------------------------------------------------------------------------------------ | ------------- | ------- | ----- |
| Distretto di Venezia                                                                       | Barila        | 64,3859 | L     |
| Distretto di Venezia, comune di Mira                                                       | Mastello      | 75,1170 | L     |
| Distretto di Mestre                                                                        | Mastello      | 85,8480 | L     |
| Distretto di Dolo (meno il comune di Mira), comuni di Mirano, Pianiga, Santa Maria di Sala | Mastello      | 71,2755 | L     |
| Distretto di Mirano e San Donà                                                             | Mastello      | 77,9800 | L     |
| Distretto di Chioggia                                                                      | Mastello      | 73,0000 | L     |
| Distretto di Portogruaro                                                                   | Mastello      | 91,6042 | L     |

La barila di Venezia è di 6 secchie e si divide in 24 bozze.
Il mastello di Venezia si divide in 7 secchie, la Secchia in 4 bozze o boccali.
8 mastelli fanno un'anfora. 10 mastelli fanno una botte. 60 botti fanno un burchio.
Il mastello di Mestre si divide in 92 bozze.
Il mastello di Dolo si divide in 72 bozze.
Il mastello di Mirano si divide in 48 boccali, e si denomina anche conzo.
Il mastello di Chioggia si divide in 48 boccali.
Nel Comune di Cavarzere si usa anche il mastello di Adria.
A Cona si usa pure la misura di Padova.
Il mastello di Portogruaro, detto anche orna, si divide in 96 boccali.

## Pesi
| Comuni                                                                                           | Denominazione  | Valore  | Unità |
| ------------------------------------------------------------------------------------------------ | -------------- | ------- | ----- |
| Distretti di Venezia, Portogruaro, San Donà, Chioggia, comune di Mira                            | Libbra sottile | 301,230 | g     |
| Distretti di Venezia, Portogruaro, San Donà, Chioggia, comune di Mira                            | Libbra grossa  | 476,999 | g     |
| Distretto di Dolo (meno il comune di Mira), comuni di Mirano, Cona, Pianiga, Santa Maria di Sala | Libbra sottile | 338,883 | g     |
| Distretto di Dolo (meno il comune di Mira), comuni di Mirano, Cona, Pianiga, Santa Maria di Sala | Libbra grossa  | 486,539 | g     |
| Distretti di Mestre, Portogruaro e San Donà                                                      | Libbra sottile | 338,883 | g     |
| Distretti di Mestre, Portogruaro e San Donà                                                      | Libbra grossa  | 516,749 | g     |
| Tutti i comuni                                                                                   | Marco          | 238,499 | g     |

Le libbre sottili si dividono in 12 once alla sottile. Le libbre grosse si dividono in 12 once alla grossa.
Il marco, peso degli orefici, si divide in 8 once, l'oncia in 144 carati, il carato in 4 grani.
Nei distretti di Dolo e Mestre e nei comuni di Mirano e Pianiga si usava anche la libbra sottile di Venezia.
Nei comuni di Noale, Salzano e Scorze si usavano la libbra grossa di Treviso e la libbra sottile di Venezia.
Per gli usi farmaceutici si adoperava la libbra medica viennese uguale a grammi 420,008; ed anche la libbra sottile di Venezia.

## Territorio
Nel 1874 nella provincia di Venezia erano presenti 51 comuni divisi in 8 distretti.
- Chioggia • Cavarzere, Chioggia, Cona, Pellestrina
- Dolo • Campagna Lupia, Campolongo Maggiore, Camponogara, Dolo, Fiesso d'Artico, Fossò, Mira, Stra, Vigonovo
- Mestre • Chirignago, Favaro, Marcon, Martellago, Mestre, Spinea, Zelarino
- Mirano • Mirano, Noale, Pianiga, Salzano, Santa Maria di Sala, Scorzè
- Portogruaro • Annone Veneto, Caorle, Cinto Caomaggiore, Concordia Sagittaria, Fossalta di Portogruaro, Gruaro, Portogruaro, Pramaggiore, San Michele al Tagliamento, San Stino di Livenza, Teglio Veneto
- San Donà di Piave • Cavazuccherina (Jesolo), Ceggia, Fossalta di Piave, Grisolera (Eraclea), Meolo, Musile di Piave, Noventa di Piave, San Donà di Piave, San Michele del Quarto (Quarto d'Altino), Torre di Mosto
- Venezia • Burano, Malamocco, Murano, Venezia